# Shane Victor
Shane Victor (* 29. Dezember 1988) ist ein südafrikanischer Sprinter, der sich auf die 400-Meter-Distanz spezialisiert hat.
2011 wurde er Dritter bei den Südafrikanischen Meisterschaften mit seiner persönlichen Bestzeit von 46,13 s. Bei den Leichtathletik-Weltmeisterschaften in Daegu gewann er mit dem südafrikanischen Quartett Silber in der 4-mal-400-Meter-Staffel.